# Pagrus pagrus
Pagrus pagrus је зракоперка из реда Perciformes.

## Угроженост
Ова врста се сматра угроженом.

## Распрострањење
Врста је присутна у Албанији, Алжиру, Аргентини, Аруби, Белизеу, Бразилу, Венецуели, Габону, Гвајани, Гватемали, Гибралтару, Грчкој, Египту, Зеленортским острвима, Израелу, Италији, Кипру, Колумбији, Костарици, Либану, Либији, Малти, Мароку, Мексику, Монаку, Никарагви, острвима Сао Томе и Принципе, Панами, Португалу, Сенегалу, Сирији, Сједињеним Америчким Државама, Словенији, Суринаму, Тринидаду и Тобагу, Тунису, Уједињеном Краљевству, Уругвају, Француској, Француској Гвајани, Холандским Антилима, Хондурасу, Хрватској, Црној Гори и Шпанији.
ФАО рибарска подручја (енгл. FAO marine fishing areas) на којима је ова врста присутна су у северозападном Атлантику, североисточном Атлантику, западном централном Атлантику, источном централном Атлантику, Медитерану и Црном мору, југозападном Атлантику и југоисточном Атлантику.